# Orlando Magic 2011-2012
La stagione 2011-12 degli Orlando Magic fu la 23ª nella NBA per la franchigia.
Gli Orlando Magic arrivarono terzi nella Southeast Division della Eastern Conference con un record di 37-29. Nei play-off persero al primo turno con gli Indiana Pacers (4-1).

## Roster
| N° | Naz.                   | Ruolo | Sportivo           | Anno | Alt. | Peso |
| -- | ---------------------- | ----- | ------------------ | ---- | ---- | ---- |
| 1  | Stati Uniti (bandiera) | G     | Von Wafer          | 1985 | 196  | 95   |
| 3  | Stati Uniti (bandiera) | A     | Earl Clark         | 1988 | 208  | 102  |
| 5  | Stati Uniti (bandiera) | G     | Quentin Richardson | 1980 | 198  | 101  |
| 7  | Stati Uniti (bandiera) | G     | J.J. Redick        | 1984 | 193  | 86   |
| 10 | Stati Uniti (bandiera) | G     | Ish Smith          | 1988 | 183  | 79   |
| 11 | Stati Uniti (bandiera) | A     | Glen Davis         | 1986 | 206  | 131  |
| 12 | Stati Uniti (bandiera) | C     | Dwight Howard      | 1985 | 211  | 109  |
| 14 | Stati Uniti (bandiera) | G     | Jameer Nelson      | 1982 | 183  | 86   |
| 15 | Turchia (bandiera)     | A     | Hidayet Türkoğlu   | 1979 | 208  | 100  |
| 20 | Stati Uniti (bandiera) | G     | Larry Hughes       | 1979 | 196  | 83   |
| 21 | Stati Uniti (bandiera) | A     | Daniel Orton       | 1990 | 208  | 116  |
| 23 | Stati Uniti (bandiera) | G     | Jason Richardson   | 1981 | 198  | 100  |
| 25 | Stati Uniti (bandiera) | G     | Chris Duhon        | 1982 | 185  | 84   |
| 32 | Stati Uniti (bandiera) | A     | Justin Harper      | 1989 | 208  | 102  |
| 33 | Stati Uniti (bandiera) | AG    | Ryan Anderson      | 1988 | 208  | 106  |
| 34 | Stati Uniti (bandiera) | G     | DeAndre Liggins    | 1988 | 198  | 95   |

## Staff tecnico
- Allenatore: Stan Van Gundy
- Vice-allenatori: Brendan Malone, Patrick Ewing, Steve Clifford, Bob Beyer, Ahmad Ajami, Mark Price
- Preparatore fisico: Joe Rogowski
- Preparatore atletico: Keon Weise